# Aurélie Tran
Aurélie Tran (Quebec, 25 de mayo de 2006) es una deportista canadiense que compite en gimnasia artística. En los Juegos Panamericanos de 2023 obtuvo una medalla de bronce en la prueba por equipo.

## Palmarés internacional
| Juegos Panamericanos | Juegos Panamericanos | Juegos Panamericanos | Juegos Panamericanos |
| Año                  | Lugar                | Medalla              | Prueba               |
| -------------------- | -------------------- | -------------------- | -------------------- |
| 2023                 | Santiago (Chile)     | Medalla de bronce    | Concurso por equipos |